# Mads Hermansen
Mads Hermansen (Odense, 11 de julio de 2000) es un futbolista danés que juega como portero en el West Ham United F. C. de la Premier League.

## Trayectoria
Comenzó su carrera juvenil en el Næsby Boldklub, y pasó al puesto de portero a los 10 años, cuando sufrió una tendinitis aquílea.
En septiembre de 2015 se trasladó al Brøndby IF. Fue ascendido al primer equipo antes de la temporada 2019-20.
El 5 de noviembre de 2020 debutó como profesional en un partido de la Copa de Dinamarca contra el Ledøje-Smørum Fodbold, que acabó con victoria del Brøndby por 1-0. Al final de la temporada 2020-21, el Brøndby se proclamó campeón de Dinamarca por primera vez desde 2005, durante esta temporada fue el suplente del portero alemán Marvin Schwäbe. Por lo tanto, no participó en ningún partido de liga. 
Tras la marcha de Schwäbe al F. C. Colonia, asumió el papel de portero titular. Debutó en la Superliga de Dinamarca el 18 de julio de 2021 en un partido contra el Aarhus GF (1-1). Al mes siguiente, el 17 de agosto, debutó en Europa en la derrota por 1-2 ante el Red Bull Salzburgo en la ida de la ronda eliminatoria de la Liga de Campeones de la UEFA. A pesar de la derrota, impresionó en la portería con atajadas vitales.
El 3 de diciembre de 2022 recibió el galardón de Jugador del Año 2022 del Brøndby, tras haber realizado grandes actuaciones a lo largo del año.
En julio de 2023 se marchó a Inglaterra después de fichar por el Leicester City F. C. para las siguientes cinco temporadas. En la primera de ellas consiguió el ascenso a la Premier League y contribuyó al éxito dejando la portería a cero en trece ocasiones y encajando 41 goles en 44 partidos de la EFL Championship, registros que le permitieron ser incluido en el equipo ideal de la competición. En su estreno en la máxima categoría realizó más de cien paradas y el equipo descendió, pero él siguió jugando en la Premier League después de ser traspasado al West Ham United F. C. en agosto de 2025.

## Selección nacional
Ha representado a Dinamarca en las categorías inferiores de sub-16 a sub-19.
En noviembre de 2020 fue convocado por primera vez para la selección sub-21 de Dinamarca. El 7 de septiembre de 2021 se estrenó con la selección en la victoria por 1-0 ante Kazajistán en la fase de clasificación para la Eurocopa Sub-21 de 2023.

### Participaciones en Eurocopas
| Copa          | Sede     | Resultado        | Partidos | Goles |
| ------------- | -------- | ---------------- | -------- | ----- |
| Eurocopa 2024 | Alemania | Octavos de final | 0        | 0     |

## Estadísticas

### Clubes
Actualizado al último partido disputado el 2 de noviembre de 2024.
| Brøndby IF Dinamarca                  | 1.ª           | 2020-21       | 0   | 0   | 1 | 0 | ―  | ―  | 1   | 0   |
| Brøndby IF Dinamarca                  | 1.ª           | 2021-22       | 29  | 38  | 2 | 3 | 7  | 13 | 38  | 54  |
| Brøndby IF Dinamarca                  | 1.ª           | 2022-23       | 26  | 43  | 0 | 0 | 4  | 3  | 30  | 46  |
| Brøndby IF Dinamarca                  | Total club    | Total club    | 55  | 81  | 3 | 3 | 11 | 16 | 69  | 100 |
| Leicester City F. C. Inglaterra       | 2.ª           | 2023-24       | 44  | 41  | 0 | 0 | —  | —  | 44  | 41  |
| Leicester City F. C. Inglaterra       | 1.ª           | 2024-25       | 10  | 18  | 0 | 0 | —  | —  | 10  | 18  |
| Leicester City F. C. Inglaterra       | Total club    | Total club    | 54  | 59  | 0 | 0 | 0  | 0  | 54  | 59  |
| Total carrera                         | Total carrera | Total carrera | 109 | 140 | 3 | 3 | 11 | 16 | 123 | 159 |
| (1) Hace referencia a goles encajados |               |               |     |     |   |   |    |    |     |     |

## Palmarés

### Campeonatos nacionales
| Título           | Equipo               | País       | Año  |
| ---------------- | -------------------- | ---------- | ---- |
| EFL Championship | Leicester City F. C. | Inglaterra | 2024 |